# Benzo(ghi)fluoranteen
Benzo[ghi]fluoranteen is een polycyclische aromatische koolwaterstof met als brutoformule C18H10. De stof komt voor als gele kristallen, die onoplosbaar zijn in water. Benzo[ghi]fluoranteen is door het IARC ingedeeld in klasse 3, wat betekent dat de stof mogelijk kankerverwekkend is voor de mens. Hoewel de echte synthese langs een andere route verloopt wordt de stof voor zijn naam afgeleid gedacht van fluoranteen. In dit geval is slechts een brug van twee in plaats van vier koolstofatomen nodig geweest om de extra zesring te realiseren.

## Synthese
Benzo(ghi)fluoranteen kan worden bereid door middel van een zogenaamde flashpyrolyse in vacuüm van 1-chloorbenzo[c]fenatreen.
Een alternatieve benadering gaat uit van 2-broombenzo[c]fenatreen. Het mechanisme van beide reacties zal niet veel verschillen, de structuur midden onder komst overeen met de structuur die ontstaat als het chloor-radicaal uit 1-chloorbenzo[c]fenatreen vertrekt: